# Kaoru Yosano
Kaoru Yosano (与謝野 馨 Yosano Kaoru?,  22 de agosto de 1938-23 de mayo de 2017) fue un político japonés. Fue miembro del Partido Democrático de Japón (PDJ), el Tachiagare Nippon, y antiguo miembro de la Cámara de Representantes de Japón, ejerciendo su noveno mandato en la misma, representando al primer distrito electoral de Tokio hasta su derrota en las elecciones generales de Japón de 2009. Yosano fue Secretario General del Gabinete durante el mandato de Shinzō Abe desde agosto hasta septiembre de 2007 y Ministro de Estado, encargado de la Política Económica y Fiscal bajo la administración de Taro Aso desde febrero hasta septiembre de 2009. Falleció el 23 de mayo de 2017 a los 78 años de edad.